# Droga wojewódzka 668
Die Droga wojewódzka 668 (DW 668) ist eine 52 Kilometer lange Droga wojewódzka (Woiwodschaftsstraße) in der polnischen Woiwodschaft Podlachien, die Piątnica Poduchowna mit Siemianówka verbindet. Die Strecke liegt im Powiat Łomżyński, im Powiat Zambrowski und im Powiat Grajewski.

## Streckenverlauf
Woiwodschaft Podlachien, Powiat Łomżyński
-  Piątnica Poduchowna (DK 61, DK 63, DK 64)
- Jeziorko
- Kownaty
- Janczewo
- Jedwabne

Woiwodschaft Podlachien, Powiat Zambrowski
- Stryjki

Woiwodschaft Podlachien, Powiat Łomżyński
-  Przytuły (DW 648)
- Nowa Kubra
- Chrzanowo

Woiwodschaft Podlachien, Powiat Grajewski
- Radziłów
- Karwowo
- Mścichy
- Klimaszewnica
-  Osowiec-Twierdza (DK 65, DW 670)